# DATV
DATV（ディーエーティーヴィー）は、ストリームメディアコーポレーション（旧デジタルアドベンチャー）がかつて運営していた韓流・華流専門チャンネル。

## 概要
デジタルアドベンチャー（後のストリームメディアコーポレーション）が2009年に開局した韓流・華流専門のCSチャンネル。韓国・台湾・中国のドラマをはじめ、K-POPや中華圏のエンターテインメント作品を編成している。
“Discover Asia-enta! TeleVision”をテーマに、アジアのプレミアムコンテンツを発信するアジアエンターテインメントチャンネルとして展開していたが、2021年5月31日をもって閉局した。

## 沿革
- 2009年10月1日、デジタルコンテンツ配信を主要事業とするデジタルアドベンチャー（当時）が、スカパー!にテレビ局「DATV」（スカパー!750ch）を開局。CS放送事業を開始した。同日、品川・クリスタルヨットクラブにて、開局を記念したレッドカーペット・セレモニーが行われ、ペ・ヨンジュンほか多くの日韓芸能人が集結した。また、同月17日より開局記念プログラムとして、ペ・ヨンジュンとチェ・ジウが声優を務めるアニメ『冬のソナタ』を日本初放送[1][2]。
- 2012年10月、J:COM TVのオプションチャンネルとして、全エリアにて提供開始。
- 2016年5月、デジタルアドベンチャーがKNTV株式会社を吸収合併し、自社テレビ局が「KNTV」「DATV」の2局体制となる[3]。これにより同社は、放送事業を強化・拡充した。
- 2018年、デジタルアドベンチャーがSMエンタテインメント傘下となる[4]。これに伴い、2019年1月に運営会社の社名を「ストリームメディアコーポレーション」に変更[5]。同年4月には、同社が運営するチャンネル「KNTV」「DATV」「Kchan!韓流TV（2018年1月開局）」の共通マスコットキャラクター「ときめきリンちゃん」が制作された[6]。
- 2020年3月、オンラインショップ「DATVshopping」を終了[7]。
- 2021年5月31日、DATVの放送を終了。一部番組の放映をKNTVが引き継ぐ措置が採られた。

## 主な放送番組
括弧内の年数は、日本での放送年

### 韓国ドラマ・映画
- 冬のソナタ
- オレのことスキでしょ。
- ボスを守れ
- ドリームハイ
- 花ざかりの君たちへ
- Dr.JIN
- 蒼のピアニスト
- 天命
- 会いたい
- 感激時代〜闘神の誕生
- 星から来たあなた
- トライアングル（2014年）
- スパイ〜愛を守るもの〜（2015年）
- 恋するジェネレーション（2016年）
- 彼女はキレイだった（2016年）
- 僕は彼女に絶対服従～カッとナム・ジョンギ～（2016年）
- 犬どろぼう完全計画（2016年）
- フェニックス～約束の歌～（2016年）
- 江南ブルース（2016年）
- 尚衣院 -サンイウォン-（2016年）
- ウチに住むオトコ（2016年）
- ドクターズ〜恋する気持ち〜（2016年）
- 恋する泥棒～あなたのハート、盗みます～（2017年）
- じれったいロマンス（2017年）
- 純情（2017年）
- 花郎（2017年）
- モンスター～その愛と復讐～（2017年）
- トキメキ注意報（2018年）
- 思いどおりにする恋愛（2020年）

### K-POP
- SBS人気歌謡
- ソウルミュージックアワード
- ゴールデンディスクアワード
- Asia Artist Awards

### 華流ドラマ
- ハヤテのごとく！～美男＜イケメン＞執事がお守りします～（2011年）
- 私のキライな翻訳官（2017年）
- 逆転のシンデレラ～彼女はキレイだった～（2017年）
- メモリーズ・オブ・ラブ～花束をあなたに～（2018年）
- 如歌～百年の誓い～（2019年）
- 海上牧雲記（2019年）
- あったかいロマンス（2020年）

### その他
- シャッフルオーディション IDOL MADE（DATV×MBC MUSIC）[8]

## イベント
- KNTV 20th & DATV 7th Anniversary Live 2016（2016年10月1日、横浜アリーナ）[9]

## 論争
2012年10月より、DATVにて放送を予定していた韓国ドラマ『Dr.JIN』について、同作品が制作過程において漫画家・村上もとかの著作物を無断で改変したものであるとして、村上は放映禁止の仮処分命令を申し立てた。デジタルアドベンチャーは、当該ドラマの放送に問題はないと主張したが、同年10月5日、東京地方裁判所は村上側の主張を認め、同社に対して当該ドラマの放送および公衆送信の差止めを命じる仮処分決定を下した。